# Joan Munsó i Cabús
Joan Munsó i Cabús (Barcelona, 1930 - 24 d'agost de 2018) va ser un periodista i crític cinematogràfic català.
Estudià lletres i pintura i el 1955 va fundar l'Associació d'Estudis Cinematogràfics al FAD. Simultàniament escrivia a Solidaridad Nacional i a La Prensa, alhora que exercia la crítica cinematogràfica a les revistes especialitzades Film Ideal i Documentos Cinematográficos, i al setmanari Revista. El 1962 va participat com a jurat al Festival Internacional de Cinema de Sant Sebastià 1962 i va ingressar a Radio Nacional de España a Barcelona, on va exercir la crítica de cinema i va dirigir i va realitzar diversos programes i de la que en seria subdirector. El mateix any va començar a treballar a Televisió Espanyola, on va escriure i va dirigir els programes El cine, Secuencia, Pantalla grande, Tebeo y cultura, i Medio siglo de imagen/Una historia del cine español. També ha estat subdirector de TVE a Catalunya i director de Radiocadena Española a Catalunya.
Entre 1970 i 1974 fou director de la Setmana de Cinema Espanyol de Molins de Rei.

## Obres
- El cine de Arte y Ensayo en España (1972)
- Diccionario turístico de Cataluña, Baleares y Andorra (1975)
- Els cinemes de Barcelona (1995)
- El cine musical de Hollywood (1996)
- El mundo de José Lainez (2000)
- Joaquín Soler Serrano a fondo (2003)
- Temps de Ràdio – Memòries de Cadena Catalana (2006)

## Premis
- Premio Nacional de Cine (1966)
- Premi Sant Jordi de Cinematografia (1972)